# Johan Kniewasser
Johan Kniewasser, né à Hinterstoder le 13 octobre 1951, et mort le 19 octobre 2012 à Wels (Autriche), est un skieur alpin  autrichien.

## Coupe du monde
- Meilleur résultat au classement général : 38e en 1973 : 8e en 1974 : 32e en 1975.
- Meilleurs résultats en slalom : 
  - 2e Vipiteno 1973
  - 2e Kitzbühel 1974
  - 3e Voss 1974